# Temporada da A1 Grand Prix de 2008–09
A Temporada 2008–09 da A1 Grand Prix foi a quarta e última temporada do campeonato, vencida pela A1 Team Irlanda. O campeonato teve início em 05 de outubro de 2008, em Zandvoort e se encerrou em 3 de maio de 2009 em Brands Hatch. 

## Equipes
21 equipes, cada uma representando um país diferente, estiveram presentes na quarta temporada da categoria. Todas as equipes utilizaram o chassis A1GP Powered by Ferrari, com o motor Ferrari e pneus Michelin.
| Equipe-Base                | Equipe                 | Padrinho(s)                                           | Pilotos             | Etapas     | Outros pilotos                         |
| -------------------------- | ---------------------- | ----------------------------------------------------- | ------------------- | ---------- | -------------------------------------- |
| Alan Docking Racing        | A1 Team Austrália      | Alan Jones                                            | John Martin         | Todas      | Ashley Walsh                           |
| Andretti Green Racing      | A1 Team Estados Unidos | Michael Andretti                                      | Charlie Kimball     | 1          | Robbie Pecorari                        |
| Andretti Green Racing      | A1 Team Estados Unidos | Michael Andretti                                      | Marco Andretti      | 2-6        | Robbie Pecorari                        |
| Andretti Green Racing      | A1 Team Estados Unidos | Michael Andretti                                      | J. R. Hildebrand    | 7          | Robbie Pecorari                        |
| Argo Racing Cars Ltd.      | A1 Team Índia          | Ravi Chilukuri                                        | Narain Karthikeyan  | 2-7        | Armaan Ebrahim Parthiva Sureshwaren    |
| Argo Racing Cars Ltd.      | A1 Team Líbano         | Tameem Auchi                                          | Daniel Morad        | Todas      | Jimmy Auby                             |
| Boer Racing Services       | A1 Team Portugal       | Luís Vicente                                          | Filipe Albuquerque  | Todas      | António Félix da Costa Armando Parente |
| Boer Racing Services       | A1 Team Suíça          | Max Welti                                             | Neel Jani           | Todas      | Alexandre Imperatori                   |
| Carlin Motorsport          | A1 Team Coréia do Sul  | Jung-Yong Kim                                         | Hwang Jin-Woo       | 1-3        |                                        |
| Connor Racing              | A1 Team França         | Jean Paul Driot                                       | Loïc Duval          | 1, 3-4     |                                        |
| Connor Racing              | A1 Team França         | Jean Paul Driot                                       | Nicolas Prost       | 2, 5-7     |                                        |
| Connor Racing              | A1 Team África do Sul  | Tokyo Sexwale                                         | Adrian Zaugg        | 1-6        | Gavin Cronje Cristiano Morgado         |
| Connor Racing              | A1 Team África do Sul  | Tokyo Sexwale                                         | Alan van der Merwe  | 7          | Gavin Cronje Cristiano Morgado         |
| DSM                        | A1 Team Brasil         | Emerson Fittipaldi                                    | Felipe Guimarães    | Todas      | Bia Figueiredo                         |
| DSM                        | A1 Team Nova Zelândia  | Colin Giltrap                                         | Earl Bamber         | 1, 3, 5-7  |                                        |
| DSM                        | A1 Team Nova Zelândia  | Colin Giltrap                                         | Chris van der Drift | 2, 4       |                                        |
| Escuderia del Mediterraneo | A1 Team México         | Julio Jauregui Saad                                   | Davíd Garza Pérez   | 2-3        | Juan Pablo Garcia                      |
| Escuderia del Mediterraneo | A1 Team México         | Julio Jauregui Saad                                   | Salvador Durán      | 4-7        | Juan Pablo Garcia                      |
| A1 Team Great Britain      | A1 Team Reino Unido    | Tony Clements John Surtees                            | Danny Watts]        | 2-3, 5     | Aaron Steele James Winslow             |
| A1 Team Great Britain      | A1 Team Reino Unido    | Tony Clements John Surtees                            | Dan Clarke          | 4, 6-7     | Aaron Steele James Winslow             |
| GU-Racing International    | A1 Team Alemanha       | Rolf Beisswanger                                      | Michael Ammermüller | 5, 7       |                                        |
| GU-Racing International    | A1 Team Alemanha       | Rolf Beisswanger                                      | André Lotterer      | 6          |                                        |
| A1 Team Malaysia           | A1 Team Malásia        | Alex Yoong                                            | Fairuz Fauzy        | 1-6        |                                        |
| A1 Team Malaysia           | A1 Team Malásia        | Alex Yoong                                            | Aaron Lim           | 7          |                                        |
| A1 Team Monaco             | A1 Team Mônaco         | Clivio Piccione Hubertus Bahlsen                      | Clivio Piccione     | Todas      | Hubertus Bahlsen                       |
| Performance Racing         | A1 Team Indonésia      | Bagoes Hermanto                                       | Satrio Hermanto     | 1-4, 7     |                                        |
| Performance Racing         | A1 Team Indonésia      | Bagoes Hermanto                                       | Zahir Ali           | 5-6        |                                        |
| Racing for Holland         | A1 Team Países Baixos  | Jan Lammers                                           | Jeroen Bleekemolen  | 1, 3, 5, 7 | Dennis Retera                          |
| Racing for Holland         | A1 Team Países Baixos  | Jan Lammers                                           | Robert Doornbos     | 2, 4, 6    | Dennis Retera                          |
| Team Astromega             | A1 Team China          | Liu Yu                                                | Ho-Pin Tung         | 1-3, 5-6   | Adderly Fong                           |
| Team Astromega             | A1 Team China          | Liu Yu                                                | Congfu Cheng        | 4, 7       | Adderly Fong                           |
| Team Ghinzani              | A1 Team Itália         | Piercarlo Ghinzani                                    | Fabio Onidi         | 1          | Stefano Coletti Christian Montanari    |
| Team Ghinzani              | A1 Team Itália         | Piercarlo Ghinzani                                    | Edoardo Piscopo     | 2-5        | Stefano Coletti Christian Montanari    |
| Team Ghinzani              | A1 Team Itália         | Piercarlo Ghinzani                                    | Vitantonio Liuzzi   | 6-7        | Stefano Coletti Christian Montanari    |
| Status Grand Prix          | A1 Team Irlanda        | Mark Gallagher Teddy Yip Jr. John Hynes David Kennedy | Adam Carroll        | Todas      | Niall Quinn                            |

Durante a ronda de Xangai de temporada 2007-08, a A1 Team Coreia do Sul se juntaria ao campeonato no ano seguinte. Jung-Yong Kim, da Omnibus Investments, seria o proprietário dos lugares, tendo a Good EMG a apoiar o projecto e a Carlin Motorsport como responsável pela equipa de corridas.
A 29 de Agosto de 2008 foi anunciada a participação da A1 Team Mônaco, que teve Hubertus Bahlsen e Clivio Piccione como proprietários dos lugares (o último, ex-piloto de Fórmula 3 e GP2 Series, foi também o piloto da equipa).

A A1 Team Canadá e a A1 Team Paquistão estiveram inscritas (a última chegou a testar o monolugar), mas nenhuma delas chegou a competir.

## O novo carro
A 11 de Outubro de 2007, a A1GP e a Ferrari anunciaram uma colaboração de seis anos para a nova geração de monolugares do campeonato. O A1GP Powered by Ferrari era uma versão modificada do chassis do Ferrari F2004 de Fórmula 1, com um motor V8 Ferrari de 600 cv. O monolugar foi oficialmente revelado em Inglaterra, e John Watson foi o primeiro a pilotá-lo, em Maio de 2008. Os pneus foram fornecidos pela Michelin.
O monolugar foi desenvolvido e testado ao longo de mais de 5600 km em Itália (circuitos de Mugello, Fiorano e Ímola), Espanha (Guadix), Grã-Bretanha (Silverstone e Donington) e França (Paul Ricard e Magny-Cours). Andrea Bertolini foi o principal piloto de testes, embora em Silverstone tenham também estado ao serviço Marc Gené, Patrick Friesacher, Jonny Kane e Danny Watts.

## Mudanças nas regras
A época de 2008-2009 teve algumas mudanças regulamentares:
- As quatro sessões de qualificação foram reduzidas de quinze para 10 minutos de duração cada.
- As equipas passaram a poder usar uma volta de qualificação "joker" a partir da Malásia. Numa das quatro sessões de qualificação, a equipa podia optar por usar o seu joker na sua volta lançada dessa sessão. O piloto podia pressionar o botão de "PowerBoost" (incremento de potência) durante toda a volta.[20]
- A sprint race (a mais curta) passou a ter 24 minutos e uma volta adicional, ao invés dos 19 minutos e uma volta adicional. Foi também introduzida uma paragem obrigatória nas boxes entre as quarta e oitava voltas, regra esta que só entrou em vigor na Malásia.
- A corrida mais curta do fim-de-semana passou a pontuar os oito melhores, neste sistema de pontuação: 10, 8, 6, 5, 4, 3, 2, 1.
- Só as oito melhores rondas duplas contariam para o campeonato, o que significa que os resultados das corridas "Sprint" e "Feature" do fim-de-semana menos conseguido seriam subtraídos às equipas que competissem em todas as rondas. Esta decisão veio na sequência de algumas equipas falharem a ronda de Zandvoort devido à falta de monolugares.[21]

As sessões de sexta-feira para os pilotos estreantes também conheceram alterações, com as regras publicadas a 1 de Setembro de 2008:
- O limite de idade para os pilotos estreantes (com a idade inferior a 25 anos) desapareceu.
- Os pilotos que competiram na Fórmula 1, GP2 Series, Fórmula Nippon ou nas antigas Champ Car World Series não puderam participar nas sessões para os estreantes.
- O tempo total em pista subiu de 50 minutos para uma hora.
- O intervalo entre as duas sessões aumento de 10 para 20 minutos.

## Calendário da temporada
| Ronda | Data                    | País          | Circuito                           | Vencedor Sprint | Vencedor Feature | Resumo   |
| ----- | ----------------------- | ------------- | ---------------------------------- | --------------- | ---------------- | -------- |
|       | 21 de Setembro de 2008  | Itália        | Mugello Circuit                    | Cancelada       | Cancelada        | Detalhes |
| 1     | 5 de Outubro de 2008    | Países Baixos | Circuit Park Zandvoort             | Malásia         | França           | Detalhes |
| 2     | 9 de Novembro de 2008   | China         | Chengdu International Circuit      | Irlanda         | Portugal         | Detalhes |
| 3     | 23 de Novembro de 2008  | Malásia       | Sepang International Circuit       | Suíça           | Irlanda          | Detalhes |
| 4     | 25 de Janeiro de 2009   | Nova Zelândia | Taupo Motorsport Park              | Irlanda         | Suíça            | Detalhes |
|       | 8 de Fevereiro de 2009  | Indonésia     | Jakarta Street Circuit             | Cancelada       | Cancelada        | Detalhes |
| 5     | 22 de Fevereiro de 2009 | África do Sul | Kyalami                            | Países Baixos   | Suíça            | Detalhes |
| 6     | 12 de Abril de 2009     | Portugal      | Autódromo Internacional do Algarve | Países Baixos   | Suíça            | Detalhes |
| 7     | 3 de Maio de 2009       | Grã-Bretanha  | Brands Hatch                       | Irlanda         | Irlanda          | Detalhes |
|       | 24 de Maio de 2009      | México        | Autódromo Hermanos Rodríguez       | Cancelada       | Cancelada        | Detalhes |

A 21 de Agosto de 2008, a etapa de Itália, no Mugello, foi cancelada devido ao atraso na construção do chassis, e Zandvoort passou a ser a primeira prova da temporada.
A 26 de Agosto de 2008 foram anunciadas mais alterações ao calendário, nomeadamente a confirmação da ronda chinesa em Chengdu, trocando de lugar no calendário com a ronda da Indonésia em Jacarta. Esta foi adiada e, depois, cancelada, devido ao atraso na construção da pista.
No dia 9 de Setembro de 2008, Brands Hatch foi confirmado como sede da ronda da Grã-Bretanha, no final da época. Foi também anunciado que a ronda de Mugello não seria colocada numa nova data, sendo removida do calendário.
De acordo com o calendário internacional revisto da FIA, publicado a 19 de Dezembro de 2007, o final de época seria em Interlagos (Brasil) entre 15 e 17 de Maio, mas viria a não se realizar.
A quinta ronda, em Lippo Village, na Indonésia, como já referido, foi cancelada, a 16 de Janeiro, devido ao incumprimento do prazo de construção. A ronda mexicana foi também adiada para evitar uma sobreposição de datas com um concerto musical dos Radiohead, marcado para o estádio de basebol dentro do circuito, na data original.
A 17 de Fevereiro de 2009, foi noticiado que a ronda do México já não seria entre 20 e 22 de Março como previsto, e foi sondada uma nova data. A plataforma eTicket anunciou o evento para 22 a 24 de Maio, e no dia 31 de Março de 2009 foi confirmada, mas sujeita a mudanças na curva Peraltada.
A última alteração foi o cancelamento da ronda mexicana, a 29 de Abril de 2009, devido ao surto de gripe A.

## Resultados
| Pos | Equipa         | Pilotos             | HOL | HOL  | CHN | CHN  | MLS | MLS  | NZL | NZL  | AFR | AFR  | POR | POR  | GBR | GBR  | Pontos | Pontos | Pontos |
| Pos | Equipa         | Pilotos             | spr | prin | spr | prin | spr | prin | spr | prin | spr | prin | spr | prin | spr | prin | Totais | Desc.  | Finais |
| --- | -------------- | ------------------- | --- | ---- | --- | ---- | --- | ---- | --- | ---- | --- | ---- | --- | ---- | --- | ---- | ------ | ------ | ------ |
| 1   | Irlanda        | Adam Carroll        | Ret | Ret  | 1   | 2    | 5   | 1    | 1   | 2    | 4   | Ret  | 2   | 5    | 1   | 1    | 112    |        | 112    |
| 2   | Suíça          | Neel Jani           | 5   | Ret  | 4   | 4    | 1   | Ret  | 2   | 1    | 3   | 1    | 15  | 1    | 8   | 3    | 99     | 4      | 95     |
| 3   | Portugal       | Filipe Albuquerque  | 9   | Ret  | 6   | 1    | 4   | 2    | 6   | 3    | 2   | 5    | 3   | 2    | 5   | 5    | 92     |        | 92     |
| 4   | Países Baixos  | Jeroen Bleekemolen  | 4   | 5    |     |      | 6   | 8    |     |      | 1   | 4    |     |      | 6   | 2    | 81     | 6      | 75     |
| 4   | Países Baixos  | Robert Doornbos     |     |      | 2   | 16   |     |      | 3   | 5    |     |      | 1   | DNS  |     |      | 81     | 6      | 75     |
| 5   | França         | Loïc Duval          | 3   | 1    |     |      | 2   | 14   | 4   | 6    |     |      |     |      |     |      | 47     |        | 47     |
| 5   | França         | Nicolas Prost       |     |      | 8   | Ret  |     |      |     |      | 10  | Ret  | 13  | 6    | 9   | 10   | 47     |        | 47     |
| 6   | Malásia        | Fairuz Fauzy        | 1   | 2    | 13  | 5    | 15  | 10   | 8   | 10   | 9   | NC   | 8   | 3    |     |      | 43     |        | 43     |
| 6   | Malásia        | Aaron Lim           |     |      |     |      |     |      |     |      |     |      |     |      | 16  | Ret  | 43     |        | 43     |
| 7   | Nova Zelândia  | Earl Bamber         | 2   | 3    |     |      | 3   | 6    |     |      | 8   | Ret  | Ret | Ret  | Ret | Ret  | 36     |        | 36     |
| 7   | Nova Zelândia  | Chris van der Drift |     |      | 7   | 11   |     |      | 5   | 13   |     |      |     |      |     |      | 36     |        | 36     |
| 8   | Austrália      | John Martin         | 12  | 4    | 11  | 6    | 8   | 4    | Ret | 4    | 12  | 13   | 10  | 12   | 7   | 8    | 36     |        | 36     |
| 9   | A1 Team Mónaco | Clivio Piccione     | Ret | 6    | 9   | 7    | 12  | Ret  | 16  | Ret  | 5   | 3    | 5   | Ret  | Ret | 4    | 35     |        | 35     |
| 10  | Grã-Bretanha   | Danny Watts         |     |      | 3   | 3    | Ret | 16   |     |      | Ret | 7    |     |      |     |      | 28     |        | 28     |
| 10  | Grã-Bretanha   | Dan Clarke          |     |      |     |      |     |      | 12  | 12   |     |      | 11  | 7    | 13  | 7    | 28     |        | 28     |
| 11  | EUA            | Charlie Kimball     | 8   | 10   |     |      |     |      |     |      |     |      |     |      |     |      | 24     |        | 24     |
| 11  | EUA            | Marco Andretti      |     |      | 15  | 8    | Ret | 3    | 11  | 11   | 17  | 8    | 12  | Ret  |     |      | 24     |        | 24     |
| 11  | EUA            | J. R. Hildebrand    |     |      |     |      |     |      |     |      |     |      |     |      | 4   | 14   | 24     |        | 24     |
| 12  | Índia          | Narain Karthikeyan  |     |      | 10  | 10   | Ret | Ret  | 9   | 7    | 6   | 12   | 6   | 11   | 2   | Ret  | 19     |        | 19     |
| 13  | México         | Davíd Garza Pérez   |     |      | 16  | 15   | 14  | 15   |     |      |     |      |     |      |     |      | 19     |        | 19     |
| 13  | México         | Salvador Durán      |     |      |     |      |     |      | 15  | Ret  | 16  | Ret  | 9   | 4    | 3   | 6    | 19     |        | 19     |
| 14  | África do Sul  | Adrian Zaugg        | 6   | Ret  | 5   | 9    | 9   | 5    | 10  | 9    | 7   | Ret  | 17  | Ret  |     |      | 19     |        | 19     |
| 14  | África do Sul  | Alan van der Merwe  |     |      |     |      |     |      |     |      |     |      |     |      | 15  | 11   | 19     |        | 19     |
| 15  | Brasil         | Felipe Guimarães    | 14  | Ret  | 20  | Ret  | Ret | 7    | 14  | 15   | 15  | 2    | 7   | DNS  | DNS | DNS  | 18     |        | 18     |
| 16  | Itália         | Fabio Onidi         | 7   | Ret  |     |      |     |      |     |      |     |      |     |      |     |      | 17     |        | 17     |
| 16  | Itália         | Edoardo Piscopo     |     |      | 14  | Ret  | 7   | 11   | 7   | 8    | 11  | 10   |     |      |     |      | 17     |        | 17     |
| 16  | Itália         | Vitantonio Liuzzi   |     |      |     |      |     |      |     |      |     |      | 4   | Ret  | 10  | 9    | 17     |        | 17     |
| 17  | Líbano         | Daniel Morad        | 10  | 8    | 12  | 13   | 11  | 12   | Ret | Ret  | NC  | 6    | Ret | Ret  | Ret | 12   | 8      |        | 8      |
| 18  | China          | Ho-Pin Tung         | 13  | 9    | 17  | 12   | 10  | 9    |     |      | 13  | Ret  | 16  | 8    |     |      | 7      |        | 7      |
| 18  | China          | Congfu Cheng        |     |      |     |      |     |      | Ret | 14   |     |      |     |      | 14  | Ret  | 7      |        | 7      |
| 19  | Coreia do Sul  | Hwang Jin-Woo       | Ret | 7    | 19  | 17   | DNS | DNS  |     |      |     |      |     |      |     |      | 4      |        | 4      |
| 20  | Indonésia      | Satrio Hermanto     | Ret | Ret  | 18  | 14   | 13  | 13   | 13  | Ret  |     |      |     |      | 12  | 13   | 3      |        | 3      |
| 20  | Indonésia      | Zahir Ali           |     |      |     |      |     |      |     |      | 18  | 9    | 14  | 10   |     |      | 3      |        | 3      |
| 21  | Alemanha       | Michael Ammermüller |     |      |     |      |     |      |     |      | 14  | 11   |     |      | 11  | Ret  | 2      |        | 2      |
| 21  | Alemanha       | André Lotterer      |     |      |     |      |     |      |     |      |     |      | Ret | 9    |     |      | 2      |        | 2      |
| Pos | Equipa         | Pilotos             | HOL | HOL  | CHN | CHN  | MLS | MLS  | NZL | NZL  | AFR | AFR  | POR | POR  | GBR | GBR  | Pontos | Pontos | Pontos |
| Pos | Equipa         | Pilotos             | spr | prin | spr | prin | spr | prin | spr | prin | spr | prin | spr | prin | spr | prin | Totais | Desc.  | Finais |

| Cor             | Resultado                |
| --------------- | ------------------------ |
| Ouro            | Vencedor                 |
| Prata           | 2º lugar                 |
| Bronze          | 3º lugar                 |
| Verde           | Terminou, nos pontos     |
| Verde e itálico | Abandonou, nos pontos    |
| Azul            | Terminou fora dos pontos |
| Roxo            | Abandonou (Ret)          |
| Roxo            | Não classificado (NC)    |
| Vermelho        | Não se qualificou (DNQ)  |
| Preto           | Desqualificado (DSQ)     |
| Branco          | Não partiu (DNS)         |
| Branco          | Não participou (WD)      |
| Em branco       | Não participou           |
| Em branco       | Lesionado (LES)          |
| Em branco       | Excluído (EX)            |
| Negrito         | Pole position            |
| *               | Volta mais rápida        |
| spr             | Sprint Race              |
| fea             | Feature Race             |